# Araceli Segarra
Araceli Segarra (Lleida, 26 marzo 1970) è un'alpinista, attrice e fisioterapista spagnola.
Nota per essere la prima donna spagnola ad aver raggiunto la sommità dell'Everest (8848 m), ha ottenuto oltre trenta copertine su riviste di sport e fitness spagnole e statunitensi.

## Biografia
Nata ultima di quattro fratelli a Lleida, città prossima ai Pirenei, sviluppa fin da bambina la passione per gli sport e le attività estreme. Il suo fratello maggiore le fa scoprire il kayak all'età di soli 9 anni, e poco tempo dopo la introduce nell'ambito del club alpino locale, dove Araceli incontra molte persone con la passione degli sport in esterna.
All'età di 17 anni compie un'ascesa di 1076 metri in una grotta sui Pirenei. A 19 anni si reca in Marocco per scalare il Toubkal. Per potersi permettere il viaggio svernicia e rivernicia un'automobile, lavoro che la tiene impegnata per tre settimane.
L'anno successivo si reca per due mesi in Irlanda per insegnare arrampicata presso un locale YMCA, e subito dopo parte per il Kenya, con l'obiettivo di scalare il monte Kenya. Guadagna il necessario per questo viaggio lavorando come baby-sitter.
All'età di 21 anni, con l'obiettivo di recarsi in Himalaya per scalare il Broad Peak (8047 m), compie due lavori contemporaneamente, e nel frattempo conclude gli studi superiori. Non raggiunge la vetta del Broak Peak, la sua ascesa si ferma a quota 7100 m.
A 22 anni si trasferisce a Barcellona, per iscriversi alla facoltà universitaria di fisioterapia. Qui incontra un gruppo di ottimi scalatori, con i quali scala il monte Shisha Pangma (8008 m), in Tibet. La scalata avviene con le modalità più classiche, senza l'ausilio di portatori d'alta quota, né corde fisse, né campi prestabiliti. L'esperienza è talmente positiva che il gruppo pianifica un'ascesa all'Everest, per il 1995.
Nel 1994 gira una pubblicità per la Nike.
Dopo un intenso allenamento, sul finire del 1995 Araceli parte per l'Everest, in compagnia della stessa spedizione con cui aveva scalato il Shisha Pangma. Le condizioni atmosferiche avverse, tuttavia, non le consentono di raggiungere la vetta, e la sua ascesa si interrompe a quota 7800 m. Durante questa spedizione conosce il regista e scalatore David Breashers, che le offre l'opportunità di prendere parte alla spedizione dell'IMAX che si sarebbe svolta l'anno successivo, nel 1996, sempre sull'Everest.
Il 23 maggio 1996 riesce a raggiungere la vetta dell'Everest con la spedizione dell'IMAX. Della spedizione facevano parte anche: David Breashears, Jamling Norgay Sherpa, Ed Viesturs, Sumiyo Tsuzuki, Robert Schauer, Paula Baron Viesturs, Audrey Salkeld, Liz Cohen, Liesl Clark. La spedizione, seppur abbia avuto successo, è stata funestata dalla terribile sequenza di incidenti mortali dovuti alle condizioni atmosferiche avverse che accaddero nella primavera 1996 sull'Everest e che uccisero nove scalatori fra cui due esperte guide come Rob Hall e Scott Fischer. La spedizione IMAX tuttavia non rimase coinvolta negli incidenti perché aveva pianificato l'attacco alla vetta per un giorno successivo alla bufera del 10 maggio, responsabile del disastro. La spedizione IMAX fornì altresì aiuto agli scalatori rimasti bloccati al campo quattro durante la bufera, offrendo loro la propria riserva di bombole di ossigeno, che era stata in precedenza laboriosamente trasportata in quota.
Durante la spedizione IMAX del 1996 vennero girate parte delle riprese per il film-documentario "Everest" (1998), prodotto da David Breashears, e che vede Araceli Segarra come attrice nella parte di sé stessa.
Nel 1997, pochi mesi dopo la vittoriosa scalata all'Everest, Araceli ritorna in Tibet per lavorare come assistente alle riprese del film Sette anni in Tibet. Rientrata in Spagna, riprende il proprio lavoro di fisioterapista.
Nel 1999 incomincia a tenere lezioni e conferenze sul lavoro di squadra e argomenti correlati.
Nell'estate del 2000 tenta la scalata al K2 (8611 m), la seconda montagna più alta del mondo raggiungendo la quota di 7500 m.
Nel 2001 tenta la scalata al Kangchenjunga (8585 m), nel Tibet, ma è costretta a tornare indietro a 500 metri dalla vetta, a causa del maltempo e della sensazione intensa di freddo ai piedi. Se avesse conquistato la vetta sarebbe diventata la seconda donna al mondo ad aver conquistato il Kangchenjunga.
Nel 2003, tenta una nuova spedizione che combina Gasherbrum I (8063 m) e K2. Alcuni incidenti bloccano l'ascesa al G1 a 60 m dalla vetta, rendendo così senza motivazione anche il tentativo di scalata del K2, al quale la spedizione rinuncia.
Nell'autunno 2003 Araceli ritrova motivazione ed energia, e si reca in Nepal, per scalare il monte Ama Dablam (6.812 m). Questa volta il tentativo si conclude con successo, con una scalata durata appena 5 ore dal campo II alla vetta.
Durante la stagione post-monsonica del 2005, tenta la scalata al Kanchenjunga per la seconda volta, in compagnia di una spedizione di modeste dimensioni. Il tentativo dura due mesi interi, durante i quali il cattivo tempo la fa da padrone praticamente sempre (si registrano in totale cinque soli giorni di bel tempo in due mesi).
Il 2006 per Araceli è un anno di successi. Compie scalate su ghiaccio in Canada, e su roccia (su gradi 7b+). Compie scalate in Bolivia e Messico.
Nel 2007 ritorna sull'Everest con Jamling Norgay per filmare la seconda parte del documentario dell'IMAX.
Nel 2008 pubblica tre libri per bambini in spagnolo e in catalano, dai titoli "Tina en el Everest", "Tina en la Antártida" e "Tina en el Aconcagua".
Nel 2009 diventa l'immagine per la campagna pubblicitaria della Valle d'Aosta. Inizia a condurre inoltre una trasmissione televisiva sul tema della salute. Compie inoltre scalate in Mali. Apre inoltre alcune nuove vie alpinistiche a Siani (Egitto), e realizza la scalata più difficile della sua carriera: una grado 7c+ negli Stati Uniti.
Nel 2009, ha pubblicato un quarto libro per bambini, intitolato "Tina en el Kilimanjaro".
Nel 2010, "Tina en el Denali"
Nel 2012, "Tina en la Carros de Foc"

## Riepilogo delle principali scalate
- 1987 Sima GESM 1.076 m (Spagna)
- 1990 Monte Kenya 5.180 m (Kenya)
- 1991 Broad Peak 8.047 m Pakistán (quota raggiunta: 7.100 m)
- 1992 Shishapangma 8.008 m (Tibet)
- 1995 Everest 8.846 m (Tibet) (quota raggiunta: 7.800 m)
- 1996 Everest 8.846 m (Nepal) (prima donna spagnola)
- 2000 K2 8.611 m (Cina) (quota raggiunta: 7.500 m)
- 2001 Kangchenjunga 8.585 m (Nepal) (quota raggiunta: 8.000 m)
- 2002 K2 8.611 m (Pakistan) (quota raggiunta: 7.100 m)
- 2003 Gasherbrum I 8.063 m (Pakistan) (quota raggiunta: 8000 m)
- 2003 Amadablam 6.812 m (Nepal)
- 2004 Nameless Tower 6.239 m (Pakistan)
- 2005 Kangchenjunga 8.585 m (Nepal) (quota raggiunta: 7.500 m)
- 2006 Pequeño Alpamayo 5350 m (Bolivia)
- 2006 Huayna Potosí 6.088 m (Bolivia)
- 2006 Sajama 6.542 m (Bolivia)
- 2007 Alaska
- 2008 apertura di una nuova rotta Malí e Sinaí
- 2009 Monte Kilimanjaro 5.895 m Tanzania
- 2010 Bután
- 2011 Apertura di una nuova rotta "diversion Ahead" 650 m 6b+ en Oman
- 2011 "Exocete" Cerro Standhard Patagonia
- 2013 Apertura di una nuova rotta "Differents Problems" 650 m MD 6b+ en Bistoon, Irán
- 2013 "Minus one Gully" VI,6 Ben Nevis